# Kínai amerikaiak

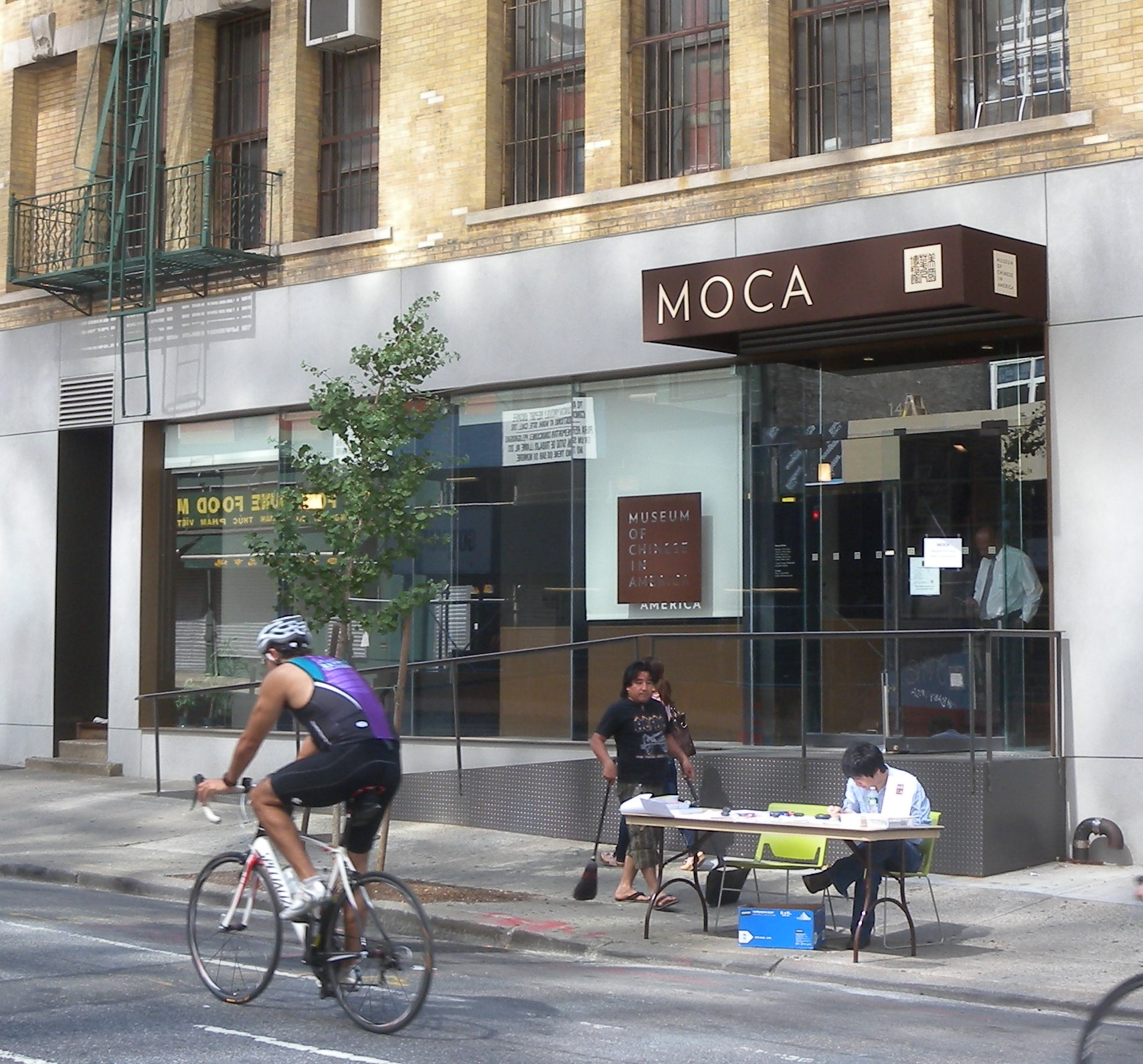
A kínai–amerikai tapasztalatokat 1980 óta dokumentálja a manhattani kínai negyedben található Amerikai Kínai Múzeum

A kínai amerikaiak kínai származású amerikaiak. A kínai amerikaiak a kelet-ázsiai amerikaiak egy alcsoportját alkotják, amely szintén az ázsiai amerikaiak egy alcsoportját alkotja. Sok kínai-amerikainak vannak ősei Kína szárazföldjéről, Hongkongból, Makaóból, Malajziából, Szingapúrból, Tajvanról,, valamint más olyan régiókból, ahol a kínai diaszpóra nagy népessége él, különösen Délkelet-Ázsiából és néhány más országból, például Ausztráliából, Kanadából, Franciaországból, Dél-Afrikából, Új-Zélandról és az Egyesült Királyságból. A kínai-amerikaiak közé tartoznak a kínai körből és a világ minden tájáról származó kínaiak, akik honosított amerikai állampolgárságot szereztek, valamint természetes születésű leszármazottaik az Egyesült Államokban.
A kínai-amerikai közösség az Ázsián kívüli legnagyobb tengerentúli kínai közösség. Ez a harmadik legnagyobb közösség a kínai diaszpórában, a thaiföldi és malajziai kínai közösségek mögött. Az Egyesült Államok 2022-es népszámlálásának amerikai közösségi felmérése szerint a kínai-amerikaiak népessége önmagában vagy együttesen 5 465 428 fő volt, beleértve 4 258 198 főt, akik kizárólag kínaiak voltak, és 1 207 230 főt, akik részben kínaiak. A 2010-es népszámlálás szerint a kínai-amerikai lakosság száma körülbelül 3,8 millió volt. 2010-ben az Egyesült Államokban élő kínai születésűek fele Kaliforniában és New Yorkban élt.
Az 1980-as években az Egyesült Államokban élő kínai etnikai népesség körülbelül felének vagy több mint a felének Tajsanban voltak gyökerei. Általánosságban elmondható, hogy a kínai lakosság nagy részét az 1990-es évek előtt kantoni vagy tajsani (tojsani) nyelven beszélő emberek alkották Dél-Kínából, túlnyomórészt Guangdong tartományból. Az 1980-as években Észak-Kínából és Tajvanról több mandarin nyelvű bevándorló vándorolt az Egyesült Államokba. Az 1990-es években nagy hullámban érkeztek fujiani bevándorlók az Egyesült Államokba, sokan illegálisan, különösen a New York-i térségbe. A kínai lakosság az 1800-as és 1890-es évek nagy részében szinte teljes egészében az Egyesült Államok nyugati részére, különösen Kaliforniára és Nevadára, valamint New York Cityre korlátozódott.

## Fordítás
Ez a szócikk részben vagy egészben  a   Chinese Americans című angol Wikipédia-szócikk ezen változatának fordításán alapul.  Az eredeti cikk szerkesztőit annak laptörténete sorolja fel. Ez a jelzés csupán a megfogalmazás eredetét és a szerzői jogokat jelzi, nem szolgál a cikkben szereplő információk forrásmegjelöléseként.